# Молотов-Лучанский, Вилен Борисович
Вилен Борисович Молотов-Лучанский (род. 27 ноября 1953, Балхаш, Карагандинская область, КазССР, СССР) — казахстанский эндокринолог и терапевт, учёный-медик, доктор медицинских наук (2007), профессор (2010). Отличник здравоохранения Республики Казахстан (2010).

## Биография
Родился 27 ноября 1953 года в городе Балхаш Карагандинской области. Мать — Мария Иосифовна Молотова-Лучанская, родом из Прилук, после ареста родителей воспитывалась в еврейском детдоме, родной язык идиш; завуч балхашской средней школы № 1. Дед, Иосиф Миронович Молотов-Лучанский (настоящая фамилия Лучанский, 1896—1938), уроженец местечка Ковшеватое Таращанского уезда Киевской губернии, первый секретарь Мариинского райкома ВКП(б), был репрессирован и расстрелян в 1938 году.
В 1981 году окончил Карагандинский медицинский институт по специальности «Лечебное дело», в 1990 году клиническую ординатуру по специальности «Внутренние болезни».
В 1975 году защитил кандидатскую диссертацию, в 2007 году защитил докторскую диссертацию по специальности «Внутренние болезни», тема диссертации: «Патогенетическая и клинико-биохимическая характеристика поражений почек при сахарном диабете».
С 1981 по 1988 год — секретарь Комсомольской организации лечебного факультета Карагандинского государственного медицинского института, инструктор, заместитель заведующего отделом Советского райкома компартии Казахстана г. Караганда;
С 1990 года — преподаватель, доцент, профессор кафедры медицинской психологии и коммуникативных навыков Карагандинского государственного медицинского университета;
С 2004 года — начальник доцентских курсов сестринского дела, заведующий кафедрой доврачебной подготовки Карагандинской государственной медицинской академии (с сентября 2008 года), заведующий кафедрой внедрения в клинику МУ Караганды (с 2010 года);
С 2012 года — проректор по учебно-методической и воспитательной работе МУ Караганды;
С 1999 года председатель еврейского культурного центра Карагандинской области, член Ассамблеи народа Казахстана (в которой руководит научно-экспертной группой).

## Научные, литературные труды
Автор более чем 150 научных трудов, в том числе в периодических изданиях ближнего и дальнего зарубежья, из них 10 — в журналах, имеющих импакт-факторы. Имеет 6 авторских свидетельств РК об изобретениях.
Руководитель молодых учёных, защитивших под его руководством ряд магистерских и кандидатских диссертаций.

## Награды
- Нагрудный знак МЗ РК «Отличник здравоохранения Республики Казахстан» (2010);
- Нагрудный знак МЗ РК «За вклад в развитие здравоохранения Республики Казахстан»;
- 2012 (5 декабря) — Указом президента РК награждён орденом «Достык» 2 степени — за вклад в развитие отечественной медицины и общественную активность.;[10]
- 2017 (8 августа) — Национальная премия общественного признания «Аманат»;[11]
- Почётный гражданин г. Караганды (24 ноября 2021)
- Правительственные медали, в том числе:
  - Медаль «10 лет Астане» (2008);
  - Медаль «20 лет независимости Республики Казахстан» (2011);
  - Медаль «Единства народа Казахстана» (2012);[12]
  - Медаль «20 лет Конституции Республики Казахстан» (2015);
  - Медаль «20 лет Ассамблеи народа Казахстана» (2015);
  - Медаль «25 лет независимости Республики Казахстан» (2016);
  - Медаль «25 лет Конституции Республики Казахстан» (2020);[13]
  - Медаль «25 лет Ассамблеи народа Казахстана» (2020);[14]